# Пепис, Чарльз, 1-й граф Котнэм
Чарльз Кристофер Пепис, 1-й граф Коттенем (англ. Charles Christopher Pepys, 1st Earl of Cottenham; 29 апреля 1781 — 29 апреля 1851) — английский юрист, судья и политик. Он дважды был лордом-канцлером Великобритании (1836—1841, 1846—1850).

## Происхождение и образование
Родился 29 апреля 1781 года в Лондоне. Второй сын сэра Уильяма Уэллера Пеписа, 1-го баронета (1740—1825), мастера канцелярии, который происходил от Джона Пеписа из Коттенема, Кембриджшир, родственника Сэмюэля Пеписа. Получив образование в школе Харроу и Тринити-колледже в Кембридже, Пепис был призван в коллегию адвокатов Линкольнс-Инн в 1804 году.

## Юридическая и политическая карьера
Чарль Пепис продвигался медленно, тренируясь в канцелярском суде. Лишь через 22 года после своего призвания он стал королевским советником. Он заседал в парламенте последовательно от Хайэма-Феррерса (1831) и Мальтона (1831—1836), стал генеральным солиситором в 1834 году и мастером рукописей в том же году.
При формировании второй администрации лорда Мельбурна в апреле 1835 года большая печать какое-то время действовала, но Коттенем, который был комиссаром, в конечном итоге был назначен лордом-канцлером в январе 1836 года и в то же время был возведен в ранг пэра в качестве барона Коттенема из Коттенема в графстве Кембриджшир. Он занимал этот пост до падения правительства в августе 1841 года.
В феврале 1841 года, во время суда над лордом Кардиганом за покушение на убийство, барон Коттенем заявил о плохом состоянии здоровья, оставив председательство в качестве лорда-верховного стюарда лорду-главному судье лорду Денману. В 1846 году он снова стал лордом-канцлером в администрации лорда Джона Рассела. Однако его здоровье ухудшалось, и в 1850 году он ушёл в отставку.
Незадолго до выхода на пенсию он был назначен виконтом Кроухерстом из Кроухерста в графстве Суррей и графом Коттенемом из Коттенема в графстве Кембриджшир. Он жил на Проспект-Плейс, Уимблдон, в 1831—1851 годах. Он сменил своего старшего брата Уильяма Пеписа на посту 3-го баронета в 1845 году, а в 1849 году — своего двоюродного брата Генри Пеписа на посту 4-го баронета Джунипер-Хилл.

## Семья
30 июня 1821 года в церкви Святого Георгия в Блумсбери, Лондон, Чарльз Пепис женился на Кэролайн Элизабет Уингфилд (2 ноября 1801 — 6 апреля 1868), дочери Уильяма Уингфилда-Бейкера (1772—1858) и леди Шарлотты Мэри Дигби. У супругов было пять сыновей и три дочери.
- Леди Кэролайн Пепис (? — 21 января 1902)
- Леди Элизабет Тереза Пепис (? — 24 января 1897)
- Чарльз Эдвард Пепис, 2-й граф Коттенем (30 апреля 1824 — 18 февраля 1863), старший сын и преемник отца.
- Уильям Джон Пепис, 3-й граф Коттенем (15 августа 1825 — 20 января 1881)
- Достопочтенный Генри Лесли Пепис (28 ноября 1830 — 18 марта 1891)
- Достопочтенный Джордж Пепис (21 июля 1832 — 6 сентября 1890)
- Леди Эвелин Пепис (19 января 1839 — 7 октября 1910)
- Достопочтенный Уолтер Кортни Пепис (27 ноября 1840 — 4 ноября 1914).

Он умер в Пьетра-Санта, Лукка, в Великом герцогстве Тоскана, в апреле 1851 года в возрасте 70 лет, и ему наследовал его старший сын Чарльз, который в то время был секретарем королевской канцелярии. Леди Коттенем умерла в апреле 1868 года в возрасте 66 лет в отеле The Cedars в Саннингхилле, Беркшир.
Племянница лорда Коттенема Эмили Пепис (1833—1887), дочь Генри Пеписа, епископа Вустерского, вела детский дневник. Её работа не была заново открыта и опубликована до 1984 года.